# Terremoto de Berja de 1993
El terremoto de Berja del 23 de diciembre de 1993 es uno de los seísmos de mayor intensidad registrados dentro de los límites de la provincia de Almería. Sacudió principalmente a las localidades de Berja y Adra donde provocó daños en más de 5000 viviendas y a la ciudad de Almería, España. El seísmo se produjo a las 15:22 hora local, su epicentro se localizó al suroeste de la sierra de Gádor, cerca del Barranco malo en el término municipal de Berja y sus efectos se sintieron en toda la provincia de Almería. Tuvo una magnitud de 5,0 (ML) y le sucedió una réplica de magnitud 4,9 (ML) tan solo 12 días después, en concreto, el día 4 de enero de 1994 a las 09:03 hora local.
El movimiento sísmico fue sentido también en las provincias de Granada, Murcia, Jaén, Málaga, Córdoba, Ciudad Real, Albacete, Toledo e incluso en algunas zonas de la ciudad de Madrid.
Múltiples réplicas se produjeron después del principal sismo del día 23, si bien la del día 4 de enero de 1994, 12 días después del principal movimiento, fue la de mayor magnitud, con 4,9 en la escala de magnitud de momento, y que pudo sentirse nuevamente en la mayoría de provincias anteriormente mencionadas.
La provincia de Almería, en la que se encuentra Berja, es, junto a las de Granada y Murcia, la provincia con mayor riesgo sísmico de España y por ende, es una de las regiones sismológicamente más activas de España.

## Geología

### Magnitud y localización
El principal terremoto tuvo una magnitud de 5,0 (ML) y ocurrió en tierra el 23 de enero a las 15:22 hora local (15:22 UTC), aproximadamente a 7 kilómetros de Berja y unos 8 kilómetros de Adra. El epicentro estaba situado bajo la sierra de Gádor y el hipocentro del terremoto fue muy superficial, a unos 8 kilómetros de profundidad. El seísmo se dejó sentir en todo el sureste peninsular, con especial fuerza en la provincia de Almería. Muy cerca de la zona, en el mar de Alborán se localiza el límite de placas entre la placa africana y la euroasiática. Además, en toda esa región se hallan múltiples fallas que han producido miles de terremotos a lo largo de la historia, provocando en las poblaciones colindantes más de 5000 muertes en los últimos 2000 años. El Instituto Andaluz de Geofísica y Prevención de Desastres Sísmicos estimó que el origen del terremoto fue la fractura de una falla secundaria cercana a otra falla mayor, probablemente la falla de Carboneras o una subyacente a esta. Las estimaciones iniciales del Servicio Geológico de los Estados Unidos indicaron una magnitud de 5,3 (Mw), mientras que el Instituto Geográfico Nacional estimó la magnitud en 5,0 (ML).
El terremoto fue intensamente percibido por la población debido a la mezcla entre poca profundidad del epicentro, magnitud, y cercanía a la población. Todo esto dio como resultado un gran temblor que se sintió con especial virulencia en toda la provincia de Almería. En Berja y Adra, cerca del epicentro del seísmo, la intensidad registrada escaló hasta VII en la escala de Mercalli, mientras que otras zonas cercanas se llegó a registrar valores de hasta VI, nuevamente en la escala Mercalli.

### Sismos y principales réplicas
| Fecha      | Magnitud (MW) | Lugar         | Observaciones      |
| ---------- | ------------- | ------------- | ------------------ |
| 23/12/1993 | 5,0           | Berja (S)     | Terremoto          |
| 23/12/1993 | 3,8           | Adra (SE)     | Réplica            |
| 24/12/1993 | 3,6           | Adra (SE)     | Réplica            |
| 03/01/1994 | 3,8           | Adra (E)      | Réplica            |
| 04/01/1994 | 4,9           | Alborán Norte | Réplica más fuerte |
| 04/01/1994 | 3,6           | Alborán Norte | Réplica            |
| 04/01/1994 | 3,5           | Alborán Norte | Réplica            |
| 16/01/1994 | 3,5           | El Ejido (SO) | Réplica            |
| 26/01/1994 | 3,7           | El Ejido (S)  | Réplica            |
| 02/02/1994 | 3,7           | Alborán Norte | Réplica            |
| 26/10/1994 | 3,6           | Alborán Norte | Réplica            |

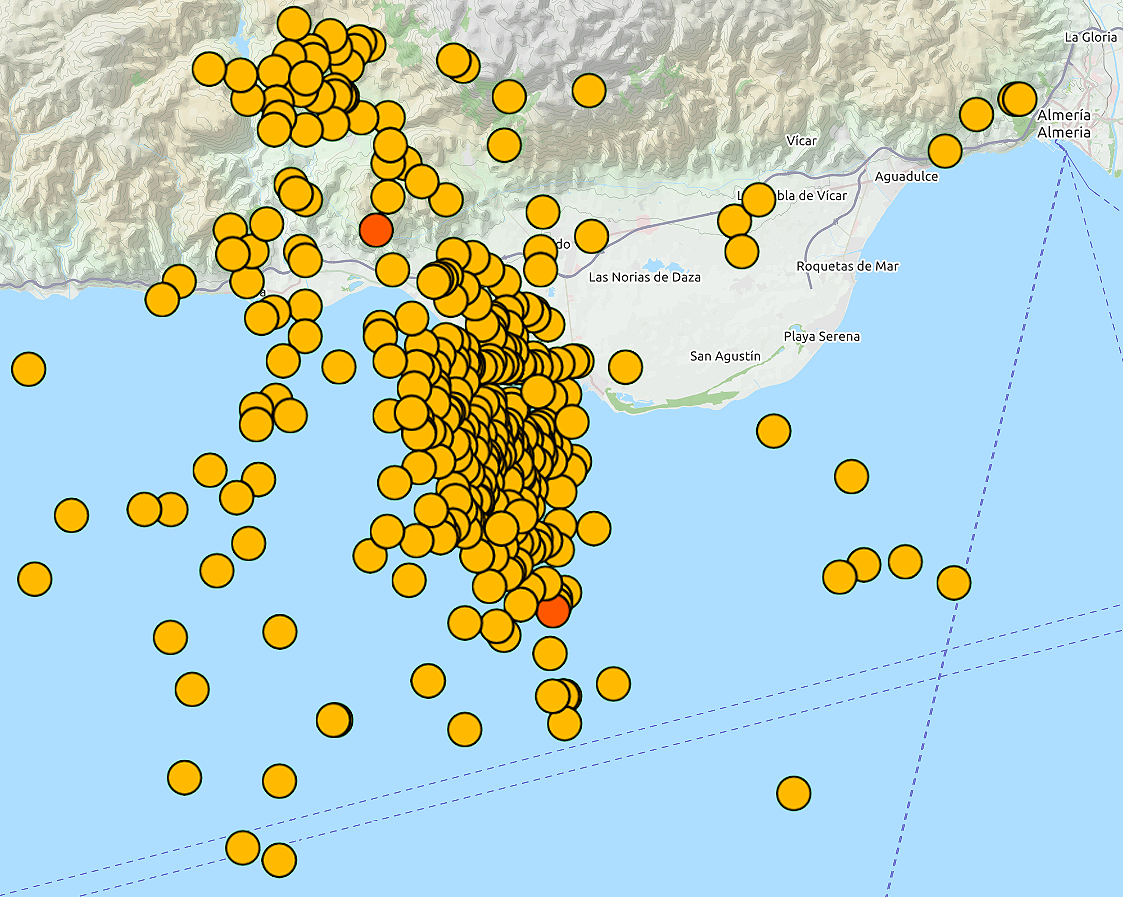
Terremoto de Berja de 1993 y sus réplicas hasta abril de 1995. Los dos puntos naranjas corresponden a los dos movimientos más importantes, siendo el de más al norte el principal de magnitud 5,0 (M_{L}).

Nota: se incluyen las principales réplicas de magnitud igual o superior a 3,0 MW durante los diez meses posteriores al terremoto. Datos según el Instituto Geográfico Nacional.

## Daños del terremoto

### Daños materiales
A consecuencia del terremoto, el 80 % de las viviendas de Berja (unas 5000) sufrieron algún tipo de daño en fachadas y tabiques. Por su parte, en Adra más de 1500 viviendas sufrieron daños debido al sismo, entre los que se incluyen daños en todos los centros educativos, en el mercado municipal, en la iglesia, en la ermita e incluso en múltiples edificios de hormigón armado, además, dos viviendas fueron declaradas en estado ruinoso. Una de las zonas más afectadas fue la del núcleo urbano, aunque también se resintió de manera importante la barriada de La Alquería. Los daños se cifraron en 4000 a 5000 millones de las antiguas pesetas (24 a 30 millones de euros) según la evaluación global de Protección Civil, el servicio técnico municipal y el consorcio de seguros.
A pesar de la violencia con la que golpeó especialmente a estas dos localidades almerienses, ningún edificio se derrumbó durante ni tras el terremoto ni hubo que demoler ninguna edificación debido a los daños de estos seísmos. Esto es en parte gracias a la Norma de Construcción Sismorresistente por la que se rigen los arquitectos y constructores en zonas con alto risgo sísmico a la hora de diseñar y construir cualquier tipo de edificio.
También fueron reportadas grietas en edificios (sobre todo antiguos o de calidad constructiva precaria) en Darrícal, Turón, Murtas, Lucainena de las Torres, Ugíjar, Alcolea, Dalías, Pampanico, El Ejido, Puente del Río, Balanegra, Balerma y Albuñol. Además, se produjeron alteraciones temporales de fuentes (como se explica con mayor detenimiento en la siguiente sección), y algunos desprendimientos de rocas, entre los que destaca el de Adra, que obligó a cortar al tráfico de la antigua carretera comarcal 331, la actual A-347, por un derrumbamiento.

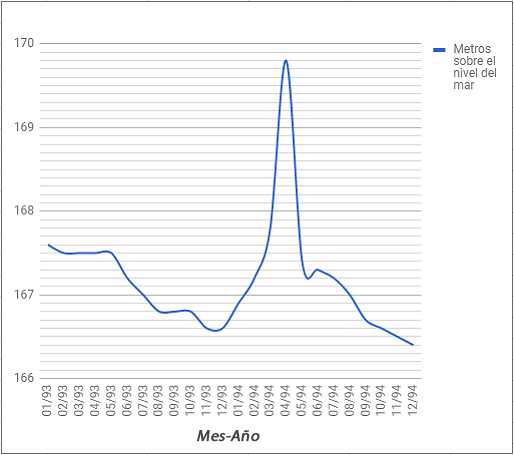
Limnígrafo que muestra la variación de nivel piezométrico que sufrió un pozo situado al sur de la depresión de Berja.

### Alteraciones hidrogeológicas
Durante el estudio de campo realizado una vez comenzada la serie de sismos que dieron comienzo a raíz del Terremoto de Berja del 23 de diciembre de 1993, se pudieron detectar numerosas anomalías hidrogeológicas que bien pueden ser indicios de cambios significativos en la presión de fluidos durante la dicha serie sísmica. En numerosas fuentes situadas en la Cuenca de Berja, el caudal aumentó repentinamente tras el primer evento. Un ejemplo de este fenómeno se pudo registrar en el limnígrafo de un pozo situado en el extremo sur de la Depresión de Berja, donde el primer terremoto, el del 23 de diciembre, ocasionó una subida de nivel piezométrico del pozo de más de 2 metros. Al día posterior, este nivel disminuyó, pero el nivel medio quedó por encima del que existía antes del terremoto. Únicamente la fuente de Hirmes, en Berja, situada en la zona más alta y próxima a la zona de falla extensional del oeste de Gádor, disminuyó de caudal tras el primer seísmo.

### Daños personales
Ninguna persona falleció a consecuencia de este terremoto ni de sus réplicas posteriores. Sin embargo durante el terremoto las escenas de pánico se sucedieron en los principales núcleos de población de la Costa de Almería, miles de personas evacuaron sus hogares y permanecieron durante horas en la calle o en descampados. Cabe mencionar que durante más de una hora y media las líneas telefónicas dejaron de funcionar, se da por hecho que debido al colapso de estas. En el caso de la principal réplica del día 4 de enero de 1994 y de magnitud 4,9 al producirse a las 09:03 horas de la mañana, muchos vecinos de Adra y Berja tras salir en estampida a la calle, muchos de ellos en pijama, decidieron pasar el resto de la noche fuera de sus hogares, durmiendo en algunos casos en descampados cercanos o en sus propios coches en la calle.

## Respuesta y medidas adoptadas

Mapa de peligrosidad sísmica de España.

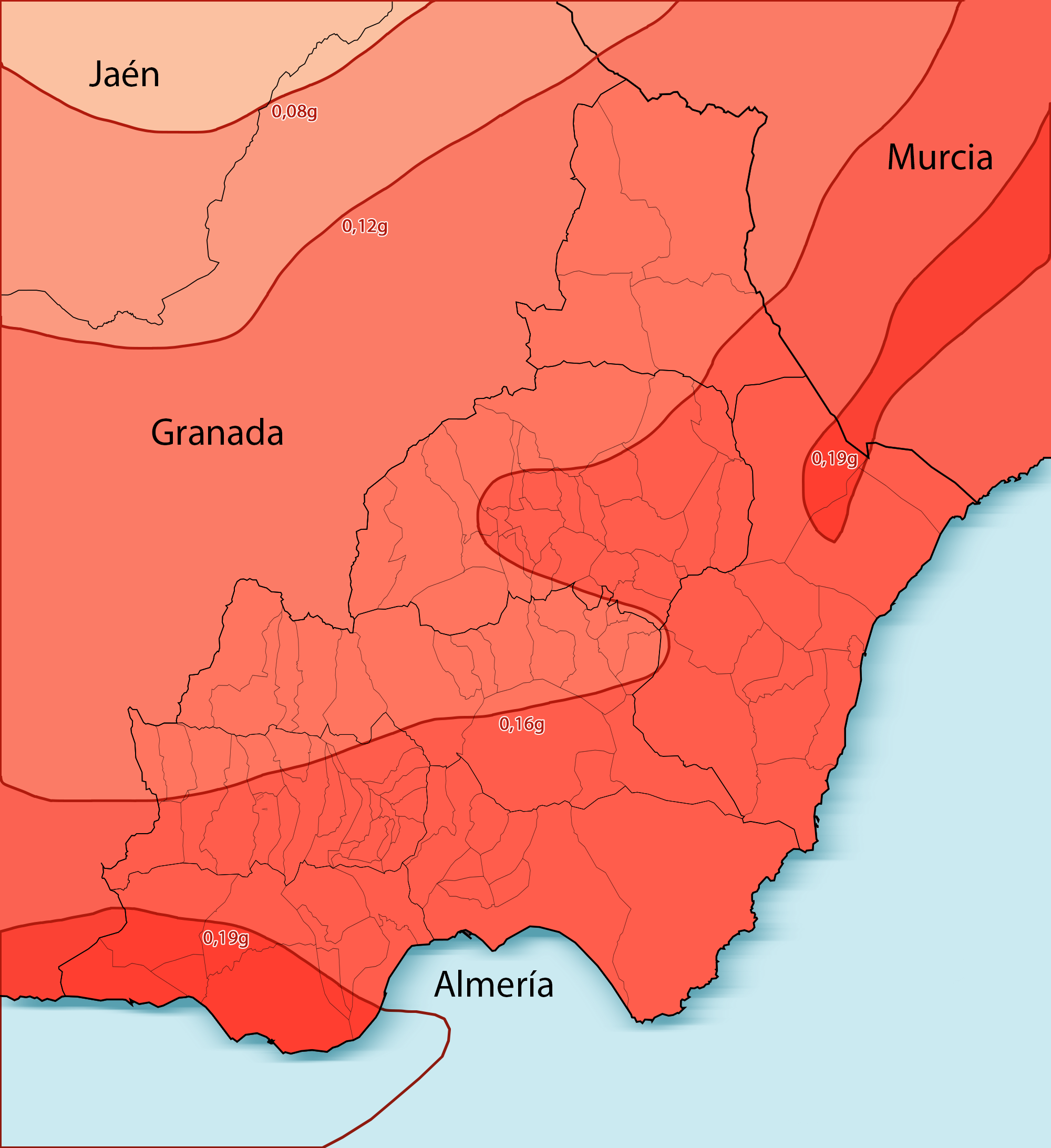
Mapa de riesgo sísmico en la provincia de Almería según la aceleración sísmica.

### Medidas tomadas en los primeros momentos
Protección Civil mantuvo a un equipo las 24 horas del día en las calles durante los primeros meses después de los movimientos, asesorando y ayudando a todo aquel ciudadano que precisara de ayuda. Protección Civil afirmó por aquel entonces que en aquellos días muchas personas tuvieron que ser atendidas urgentemente en el centro de salud, afectadas de sobre todo de crisis nerviosas. El jefe de la Policía Local de Berja en aquel momento, Antonio Castillo, relató lo siguiente: "Ha sido impresionante ver a la gente salir a las dos de la mañana tras alguna réplica, la psicosis era tal que la gente comentaba movimientos de tierra que ni tan siquiera se habían producido".
Cabe mencionar, que los servicios de emergencias como Protección Civil de Berja y Adra, recibieron centenares de llamadas durante los días posteriores al terremoto de Berja. Más adelante descubrieron que en la mayoría de los casos eran llamadas de personas aterradas por simples sonidos. Todo esto habla del pánico que se vivió sobre todo en Berja y Adra en aquellas fechas.

### Plan de emergencia
Acerca del plan de emergencia municipal, el responsable de Protección Civil en Adra en aquel momento, José Espinosa, relató lo siguiente: "En el 1993 y 1994 pudimos, con los terremotos que se produjeron, poner en marcha el plan de emergencia, fue cuando se aprobó el plan de servicio local, se probó en pleno la creación del Servicio Local de Protección Civil y el de emergencia municipal y acabábamos de terminar el tema de vulnerabilidad sísmica. Se puso en prealerta y se chequeó, ello nos sirvió para ver algunos errores que habíamos cometido, sobre todo en formulación, faltaban algunos parámetros que habíamos omitido, los cuales una vez que teníamos un escenario real, pudimos comprobar y nos dimos cuenta de algunos errores. Por ello fuimos a nivel nacional un referente a la hora de ver este tema porque nosotros teníamos valoración del trabajo realizado, con lo cual podíamos autochequearnos, lo que nadie podía hacer hasta el momento".

### Plan de emergencias municipal de adra
El Plan de Emergencias Municipal de Adra es el marco global (orgánico, legal, funcional) y de previsión de los mecanismos que permiten la movilización de los recursos materiales y humanos necesarios para la protección de bienes y sobretos personas en casos graves de riesgo colectivo, catástrofe o calamidad pública. Sirve, además, para hacer frente a las emergencias de carácter general que se puedan producir dentro del término municipal de Adra, para establecer el dispositivo de funcionamiento de los diferentes servicios a intervenir en situaciones de emergencia y anticipar la coordinación de los distintos niveles de dicho plan.

## Vivencias de testigos presenciales
A continuación se exponen algunas experiencias personales que vivieron testigos afectados por el terremoto de Berja de 1993 recogidas por diversos medios a nivel nacional de la época:

Estábamos rezando, sentimos el terremoto y echamos a correr a fuera porque la iglesia ya está dañada por el terremoto de diciembre y podía venirse abajo.
Paz Tabares, monja de la orden de la ermita de la Virgen de Gádor.

Se movió toda la casa, fue exagerado, todo el mundo salió a la calle, yo con el susto bajé con las zapatillas de mi padre.
Miguel Ángel López, habitante de Adra.

Estaba limpiando unas cristaleras en mi casa y empezaron a vibrar y retumbar con fuerza, le dije a mi hija que se había levantado un vendaval.
María Martínez, vecina de la capital de Almería.

En el del 23 de diciembre iba llegando a mi casa y pensé que un camión había chocado contra una pared, parecía como una explosión. En la réplica del 4 de enero, estaba dormida y de pronto empezaron a temblar las ventanas.
Marisol Ortega, ciudadana de Adra.

Estaba en el terrado con mi hijo, el suelo empezó a ondear, cogí a mi hijo y baje las 5 plantas del edificio saltando las escaleras de 4 en 4, el ruido y los crujidos dentro del edificio eran terroríficos.
Juanjo Rodríguez, vecino de la capital de Almería.

## Miscelánea
Precisamente a la misma hora en la que se produjo el terremoto, a las 15:22, la agrupación municipal de Protección Civil de Adra estaba celebrando un almuerzo con autoridades locales y de la Junta de Andalucía, ya que se había aprobado formalmente y se había finalizado la elaboración del Plan de Emergencia Municipal y el estudio de evaluación del riesgo sísmico, único en Andalucía. Lo curioso de este hecho es que los integrantes de Protección Civil allí presentes se vieron obligados a poner en práctica in situ el nuevo plan aprobado, convirtiéndose en pioneros en toda España. Cabe mencionar el inquietante relato del jefe de Protección Civil de Adra, Pepe Espinosa, quien horas después de lo sucedido comentaba lo siguiente en una entrevista: 

Todo sucedió cuando se iba a realizar un discurso (tras aprobar el citado plan), empezamos a aplaudir y a dar golpes y cuando paramos y todo seguía moviéndose pensamos que era por lo que habíamos hecho, pero al momento fuimos conscientes de que se trataba de un movimiento de tierra, un terremoto.

Otro hecho curioso que deparó aquel 23 de diciembre de 1993, es la proliferación durante aquellos días de rumores que apuntaban a un nuevo y mayor terremoto en los próximos días, este rumor caló en las poblaciones cercanas al epicentro, difundiéndose ampliamente y llegando a provocar escenas de gran pánico y nerviosismo en aquellos días. Lo curioso de esta situación es que apenas 12 días después se produjo el terremoto de magnitud 4,9 (ML) de tal manera que nuevamente se volvió a difundir el rumor de que un nuevo seísmo aún más fuerte se iba a producir en los siguientes días. Tal fue el pánico y la congoja que se vivía en aquel momento que el propio subdirector del Instituto Andaluz de Geofísica y Prevención de Desastres Sísmicos, Gerardo Alguacil, tuvo que realizar unas declaraciones en las que manifestó lo siguiente con intención de calmar a la población: "Cualquier predicción que se realice en ese sentido carece de base científica. La población no puede dejarse llevar por bulos".